# Szoloveckij-szigetek
A Szoloveckij-szigetek (oroszul Соловецкие острова [Szolá'véckije ásztrá'vá], röviden Szolovki) Északnyugat-Oroszországban, a Fehér-tenger nyugati részén helyezkedik el, összterülete 347 km². A 2010-es népszámláláskor 861 lakosa volt. Évszázadokig az itteni kolostor volt az északi területek legnagyobb ortodox egyházi központja, a szovjethatalom idején pedig itt hozták létre az első kényszermunka-táborokat.
A szigetcsoport 6 szigetének kulturális és történelmi emlékeit 1992-ben felvették az UNESCO Világörökségi listájára.

## Fekvése

Táj a Szoloveckij-szigeten. Jobbra a 74 m magas Szekirnaja-hegy látszik

A szigetcsoport közigazgatásilag az Arhangelszki területhez tartozik, és az Onyegai-öböl bejáratát uralja. Legközelebbi szárazföld az Onyega-félsziget 22 km-re délkeletre. A szigetek sík felszínét alacsony, alig 100 m magas dombok teszik változatossá, sok az erdő és a tó. Egyedül a Szoloveckij-szigeten több száz tó található, az idők folyamán közülük sokat csatornákkal kötöttek össze. Mivel az északi sarkkör viszonylag közel van, az éghajlat zord; hosszú és hideg a tél, alig 2,5 hónapig tart a nyár.

## Részei
- Szoloveckij-sziget (Соловецкий, 246 km²) – a legnagyobb és egyben a legismertebb sziget; leghosszabb része kb. 25 km, a legszélesebb 16 km. Ezen a szigeten áll a híres kolostor.
- Anzerszkij-sziget (Анзерский, 47 km²)
- Nagy Mukszalma-sziget (Большая Муксалма, 17 km²)
- Kis Mukszalma-sziget (Малая Муксалма, 0,57 km²)
- Nagy Zajackij-sziget (Большой Заяцкий, 1,25 km²)
- Kis Zajackij-sziget (Малый Заяцкий, 1,02 km²)

## A történelmi épületegyüttes

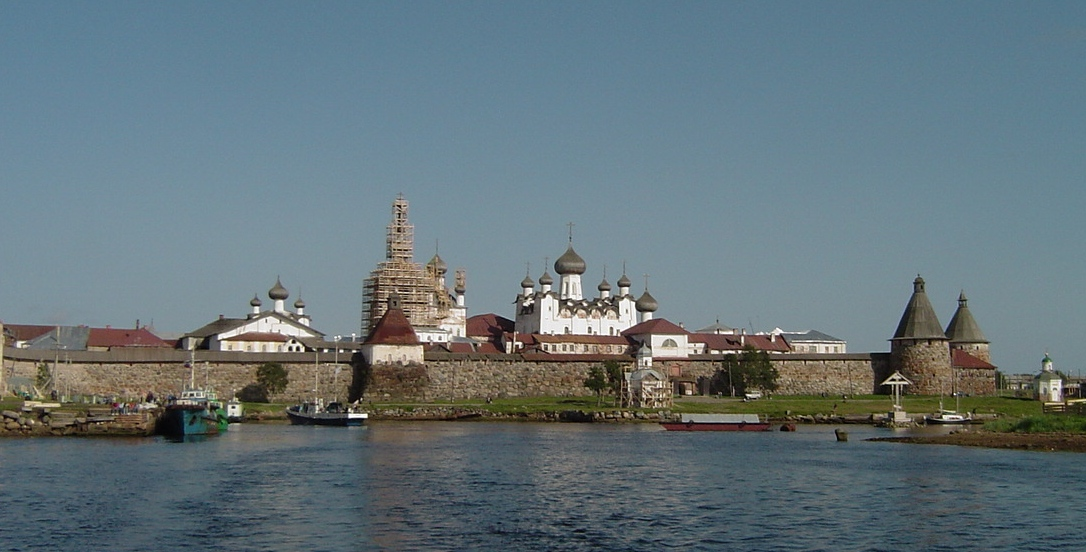
A kolostor épületegyüttese

Az ortodox kolostor a legnagyobb szigeten, a Szoloveckij-sziget egyik szélvédett öblének partjára épült. Területét 8–11 m magas és 4–6 m széles kőfal veszi körül, melyet nagy kőtömbökből emeltek. 7 kapujával és 8 bástyájával együtt tíz éven át, 1584-1594 között készült. 
A 15. századi alapításkor még többnyire fából építkeztek, a kőből való jelentősebb építkezések a 16. század közepén kezdődtek. (Ugyanekkor létesítették a tavakat összekapcsoló első csatornákat is.)
- Uszpenszkij székesegyház (1552–1557), a hozzá kapcsolódó közös, 500 m²-es étkezőteremmel (trapeznaja)
- Preobrazsenszkij székesegyház (1556–1564)
- Blagovescsenyije templom (1596–1601)
- Harangtorony (1777)
- Nyikolajev-templom (1834)

Az egyházi jellegű építményeket gyakran fedett átjárókkal kötötték össze. Az építkezések fokozatosan a többi szigetre is kiterjedtek: szerzetesházak, remetelakok, kápolnák, valamint lakóépületek épültek a több száz főnyi lakosság: parasztok, kézműves mesterek, kisegítő személyzet részére.

## A Szoloveckij-kolostor története
A kolostort az 1430-as években alapították a (nagy) Szoloveckij-szigeten, és jelentősége gyorsan növekedett. A következő másfél évszázadban befolyását és birtokait fokozatosan kiterjesztette a Fehér-tenger és az ide ömlő folyók partjaira.
Hadászatilag is fontos erődítmény volt, a 16. század végén eredménytelenül próbálták elfoglalni svéd, majd litván csapatok. Az ortodox egyházszakadás idején (17. század közepe) az itteni szerzetesek az egyházi reformok ellen léptek fel, ellenállásukat csak 8 év alatt, a kivezényelt katonaság ostromával tudták megtörni (1668–1676). A nagy északi háborúban (1700–1721) és azt követően is állandó helyőrség állomásozott itt az ország határainak védelmére. A kolostor egyházi szerepének fontosságát mutatja, hogy 1765-ben a Szent Szinódus közvetlen irányítása alá került. Ebben az időben birtokai már a Fehér-tenger csaknem egész déli partvidékére kiterjedtek, és mintegy 5000 jobbágy fölött rendelkezett.
A kolostorban élénk kézműves- és kereskedelmi tevékenység folyt, így az nemcsak hitéleti és kulturális, hanem gazdasági központtá is vált. A tavakat összekötő csatornák kiépítése már a 16. században elkezdődött, a 17. század elején elkészült egy vízimalom. Később kikötőt és hajójavító dokkot létesítettek. A kolostorban ács, gyertyaöntő, bőrkikészítő, kerékgyártó, sófőző stb. mesterek dolgoztak, ötvösműhely, vasöntő és vasfeldolgozó manufaktúra működött. Híresek voltak kertjei, melyekben a mostoha időjárás ellenére több déli növényfajta is termést hozott. A falakon kívül kórház, sőt börtön épült, mivel a sziget a 16. század óta a száműzetések egyik helyszíne volt. A kolostornak gazdag könyvtára volt, és 1854-ben, amikor néhány angol hajó megtámadta a szigetet, a könyvek egy részét, köztük értékes kódexeket és ősnyomtatványokat Kazany városába menekítettek.

### A szovjet időszak
A szovjet hatalom a kolostorokat, így a Szoloveckij-kolostort is bezáratta. 1923-ban (1920-ban?)  itt alakították ki a Szoloveckij különleges rendeltetésű tábort, mely a Gulag egyik legelső kényszermunka-táborának és sok más láger mintájának, előképének bizonyult. Javarészben politikai elítéltek, de gyakran ítélet nélkül „a rendszer ellenségei” kerültek ide, és sokuk élete itt is fejeződött be. A tábor 1939-ig állt fenn. 1974-ben a szigeten a régmúlt építészetét és történelmét bemutató múzeumot létesítettek. A tábor poklának világhírű megörökítése Alekszandr Iszajevics Szolzsenyicin A Gulag szigetvilág című regényfolyama.

### Napjainkban
1991-ben az épületegyüttes visszakerült az egyház tulajdonába, azóta újra ortodox kolostorként működik. A szovjet időszak alatt eltűnt, illetve lerombolt templomok, kápolnák helyén a szerzetesek emlékezésül kereszteket állítottak fel, eddig kb. 20 helyen. A szigetet évente hívők és turisták ezrei keresik fel, számuk folyamatosan emelkedik.

## Külső hivatkozások
- Szolovki On-Line (angolul, oroszul)
- A kolostor hivatalos honlapja (oroszul)
- Szolovki Enciklopédia (oroszul)
- Idegenforgalmi tájékoztató honlap Archiválva 2013. október 2-i dátummal a Wayback Machine-ben (oroszul)
- Kríza Ágnes: Földi gazdagság és lelki szegénység. A Szoloveckij kolostor az oroszországi kolostori vagyonról szóló viták idején